# Ramsauer Forst
Der Ramsauer Forst ist eine Gemarkung im oberbayerischen Landkreis Berchtesgadener Land.
Sie liegt vollständig auf dem Gemeindegebiet von Ramsau bei Berchtesgaden und ist etwa 5691 Hektar groß.
Die Gemarkung grenzt im Westen an die Gemarkung Forst Hintersee (099973), im Norden an die Gemarkung Ramsau bei Berchtesgaden (099969) und im Nordosten an die Gemarkung Schönau (099970) und im Osten an die Gemarkungen Forst Königssee (099972) und Forst Sankt Bartholomä (099975). Im Süden grenzt die Gemarkung an das österreichische Bundesland Salzburg.
Das Gemarkungsgebiet liegt vollständig im Nationalpark Berchtesgaden.
Das ehemalige gemeindefreie Gebiet im Landkreis Berchtesgadener Land wurde zum Jahresende 1983 aufgelöst und am 1. Januar 1984 in die Gemeinde Ramsau bei Berchtesgaden eingegliedert. Am 1. Januar 1983 hatte es eine Fläche von 5685,89 Hektar. Die Fläche zum Gebietsstand 1. Oktober 1966 betrug ebenfalls 5685,89 Hektar.